# Motherland
Motherland ist die Nationalhymne von Mauritius, sie wird nur auf Englisch gesungen. Die Musik wurde von Philippe Oh San (dem früheren Band-Leader des Polizeiorchesters von Mauritius) komponiert und der Text von Jean Georges Prosper geschrieben. Offiziellen Angaben zufolge soll jedoch Philippe Gentil die Musik geschrieben haben.

## Englischer Text
Glory to thee,

Motherland, oh motherland of mine,

Sweet is thy beauty,

Sweet is thy fragrance,

around thee we gather,

as one people,

as one nation,

In peace, justice and liberty,

Beloved country may God bless thee,

for ever and ever.

## Deutsche Übersetzung
Ruhm gebührt dir,

Mutterland, oh mein Mutterland,

Süß ist deine Schönheit,

Süß ist dein Duft,

Bei dir versammeln wir uns,

Als ein Volk,

Als eine Nation,

In Frieden, Gerechtigkeit und Freiheit,

Geliebtes Land, möge Gott dich segnen,

Für immer und ewig.